# Canoa maratona ai Giochi mondiali 2022 - Distanza standard femminile
La gara di canoa maratona femminile su distanza standard ai Giochi mondiali 2022 si è svolta il 12 luglio 2022 a Birmingham.

## Risultati
| Pos. | Atleta                  | Tempo      | Differenza |
| ---- | ----------------------- | ---------- | ---------- |
|      | Vanda Kiszli            | 1:32:40.76 | —          |
|      | Cathrine Rask           | 1:32:56.66 | +15.90     |
|      | Eva Barrios             | 1:34:16.65 | +1:35.89   |
| 4    | Zsoka Csikos            | 1:34:17.69 | +1:36.93   |
| 5    | Rebecka Georgsdotter    | 1:34:18.54 | +1:37.78   |
| 6    | Samantha Rees-Clark     | 1:34:41.12 | +2:00.36   |
| 7    | Anna Margrethe Sletsjoe | 1:37:09.14 | +4:28.38   |
| 8    | Katerina Milova         | 1:37:16.00 | +4:35.24   |
| 9    | Amelie Kessler          | 1:37:29.55 | +4:48.79   |
| 10   | Maria Gomes             | 1:37:43.15 | +5:02.39   |
| 11   | Anna Zagorska           | 1:38:17.57 | +5:36.81   |
| 12   | Cecilia Collueque       | 1:39:53.62 | +7:12.86   |
| 13   | Bridgitte Hartley       | 1:39:56.03 | +7:15.27   |
| 14   | Ardis Inga Luda         | 1:41:31.51 | +8:50.75   |
| 15   | Cecilia Chiesa          | 1:43:09.26 | +10:28.50  |
| 16   | Anastasiia Mostovenko   | 1:43:21.52 | +10:40.76  |
| 17   | Emiri Watanabe          | 1:44:40.63 | +11:59.87  |
| 18   | Kaitlyn McElroy         | 1:48:26.51 | +15:45.75  |
| -    | Carolina Silva          | DNF        | DNF        |
| -    | Jennifer Egan-Simmons   | DNS        | DNS        |